# Fusafjorden
Le Fusafjorden est un bras de fjord du Bjørnafjorden, situé dans la commune de Bjørnafjorden, dans le comté de Vestland, en Norvège. Le fjord se dirige vers le nord et se divise en trois bras de fjord :
- le Samnangerfjorden à l’ouest ;
- L’Ådlandsfjorden au milieu ;
- et l’Eikelandsfjorden à l’est[1],[2].

La longueur du Fusafjorden est de 12 kilomètres jusqu’à l’endroit où les fjords se divisent, mais au fond du Samnangerfjord, elle est d’environ 35 kilomètres.
Le fjord a une crique entre Bjørnetrynet à Bjørnåsen, juste à l’extérieur de Halhjem à l’ouest et Vinnes à l’est, une distance d’environ huit kilomètres. Sur le côté ouest du fjord se trouve Osøyro, le centre municipal de la municipalité d’Os. Au nord-ouest d’Osøyro se trouve Hattvik et de là, il y a des liaisons par ferry à travers le fjord jusqu’à Venjaneset. Juste à l’intérieur du promontoire se trouvent Fusavika et le village de Fusa, qui a donné son nom à la municipalité. Le centre municipal de Fusa, d’autre part, est Eikelandsosen au fond de l’Eikelandsfjord. Trois kilomètres plus au nord, le Fusafjorden se divise en les trois fjords mentionnés ci-dessus.